# Il corpo scomparso
Il corpo scomparso (The Corpse Vanishes) è un film statunitense del 1942 diretto da Wallace Fox e interpretato da Bela Lugosi e Luana Walters.
Inedito in Italia, questo film è stato trasmesso con sottotitoli dal terzo canale della RAI nel programma Fuori Orario. Fu in seguito doppiato per la messa in onda pomeridiana.
Il corpo scomparso, pur nel suo breve metraggio, riunisce molti elementi tipici del cinema horror: lo scienziato pazzo, l'assistente deforme e ribelle, la notte di temporale trascorsa nella vecchia casa misteriosa, la fanciulla in pericolo.

## Trama
In seguito alle morti inspiegabili di alcune giovani spose nel giorno delle nozze e alla sparizione dei loro corpi, l'intraprendente giornalista Patricia Hunter scopre che in tutti i casi le vittime avevano ricevuto in dono una rara specie di orchidea. Questa pista la conduce nella casa del dottor Lorenz, responsabile degli omicidi e del trafugamento dei cadaveri, che gli sono necessari per far tornare giovane e bella la moglie. Patricia non ha le prove per dimostrare la colpevolezza del dottore e pensa così di inscenare un finto matrimonio per metterlo in trappola. La ragazza però non sa che lo scienziato ha già scelto lei come prossima vittima.

## Produzione
Il film fu prodotto dalla Banner Productions.

## Distribuzione
Distribuito dalla Monogram Pictures, il film fu presentato in prima il giorno 8 maggio 1942.